# Высшая математика
Высшая математика — курс обучения в средних и высших учебных заведениях, включающий высшую алгебру и математический анализ.
Высшая математика включает обычно аналитическую геометрию, элементы высшей и линейной алгебры, дифференциальное и интегральное исчисления, дифференциальные уравнения, теорию множеств, теорию вероятностей и элементы математической статистики.
Часто используется в экономике и технике. Является обязательным предметом во многих российских высших учебных заведениях, за исключением специальностей, в которых различные разделы математики разнесены по разным дисциплинам.